# جنس مخالف (مجموعه تلویزیونی)
جنس مخالف (انگلیسی: Opposite Sex) یک مجموعهٔ تلویزیونی کمدی-درام آمریکایی است که در تابستان ۲۰۰۰ از طریق فاکس نمایش داده شد.

## بازیگران
- میلو ونتیمیگلیا
- کایل هاوارد
- کریس ایوانز
- مارگوت فینلی
- لیندزی مک کئون
- آلیسون مک
- کریس مک‌کنا